# Askar Akajev
Askar Akajevič Akajev (Kyzyl Bayrak, 10. studenog 1944.), kirgistanski politčar i predsjednik. 
Kirgistanom je autoritarno vladao od prosinca 1990. do 24. ožujka 2005. godine, kada je svrgnut u "Revoluciji tulipana". 
Rodio se kao jedan od pet sinova radnika u kolhozu. Uspinjao se političkom hijerarhijom, doguravši do položaja predsjednika.